# Беа Нади
Беа Надѝ е българска писателка на фентъзи.

## Биография и творчество
Беа Нади е родена през 1950 г. в Берлин, ГДР (сега Германия). Завършва специалност физика в СССР. Работи за кратко в университета „Хумболдт“ в Берлин.
От 1975 г. живее в България и работи като програмист и проектант. През 1991 г. започва собствен бизнес, но впоследствие го изоставя и работи в различни фирми като преводач на свободна практика.
През 1995 г. започва да пише без сериозни намерения. През 1996 г. е публикуван първият ѝ роман „Приказки за боговете“, а през 1998 г. неговото продължение „От светлина родени“. Освен фентъзи пише и приказки за деца.
Беа Нади е омъжена и има две деца.

## Произведения

### Самостоятелни романи
- Приказки за Боговете (1996)
- От светлина родени (1998)
- Предупреждението (2006)
- Диалог с Мрака (2011)

### Приказки
- Лошата принцеса (2003)
- Еднорогът (2012)
- Приключенията на Хана (2013)